# 155
155 (CLV) var ett normalår som började en tisdag i den julianska kalendern.

## Händelser

### Okänt datum
- Den romerske kejsaren Antoninus Pius inleder ett nytt krig mot parterna, som leds av Vologesus. Kriget blir kort och leder till en tvivelaktig fred.
- Sedan Pius I har avlidit väljs Anicetus till påve (detta år, 154 eller 157).
- Från Rom deklareras att även om judendomen inte kan anses som någon riktigt religion måste den tolereras.
- Antonius legaliserar omskärelse för att återställa freden mellan romare och judar.
- Romarna börjar överge Hadrianus mur.
- Kristna biskopar är oeniga om och debatterar dateringen av påsk.
- Detta är det första året i den östkinesiska Handynastins Yongshou-era.

## Födda
- Dio Cassius, romersk historiker
- Cao Cao, härskare i det kinesiska kungariket Wei
- Sun Jian, grundare av det kinesiska kungariket Wu

## Avlidna
- Pius I, påve sedan 140, 142 eller 146 (död detta år, 154 eller 157)
- Polykarpos av Smyrna (martyrdöd)
- Vasishka, kung av Kushanriket